# VC Pegasus
VC Pegasus is een volleybalvereniging in Reusel, in het Nederlandse deel van De Kempen. Het eerste damesteam speelt in de Eerste Klasse. VC Pegasus speelt haar thuiswedstrijden in het Rabo Sporthuis te Reusel. Het eerste herenteam is met ingang van het seizoen 2008-2009 ondergebracht in de Stichting Top Volleybal Tilburg/P en speelde toen in de toenmalige B-League. Sinds 2010-2011 speelt het herenteam in de Eredivisie. Dit team speelt haar thuiswedstrijden in sporthal T-Kwadraat te Tilburg.
Seizoen 2012-2013 was voorlopig het laatste voor dit team, ze kregen de begroting niet rond en waren genoodzaakt de activiteiten in de Eredivisie te stoppen. 

## Erelijst
| Competitie          | Mannen |
| ------------------- | ------ |
| Kampioen Topdivisie | 2010   |